# Homöoboxprotein DLX-3
Das Homöobox-Protein DLX-3 (Gen-Name: DLX3) ist ein Protein, das in den Zellkernen von Wirbeltierzellen vorkommt. Als Transkriptionsfaktor wird es hauptsächlich während der Entwicklung des Vorderhirns exprimiert. Möglicherweise nimmt es auch an der Morphogenese des Schädels teil. Mutationen im DLX3-Gen wurden mit den autosomal-dominanten Leiden des Tricho-dento-osseous Syndroms und des Amelogenesis imperfecta mit Taurodontismus in Verbindung gebracht.
Viele Homöobox enthaltende Gene der Wirbeltiere wurden anhand der Ähnlichkeit ihrer Sequenz zu den Entwicklungsgenen der Drosophila identifiziert. Mitglieder der DLX-Genfamilie enthalten eine Homöobox, die mit dem „Distal-less“ (Dll), einem Gen, das sich in Kopf und Gliedmaßen einer sich entwickelnden Fruchtfliege äußert, verwandt ist. Die „Distal-less“-Genfamilie (Dlx) umfasst mindestens sechs verschiedene Mitglieder, DLX1-DLX6. Das Gen befindet sich in einer Konfiguration mit anderen Vertretern der Genfamilie auf dem langen Arm von Chromosom 17.